# Zotye E200

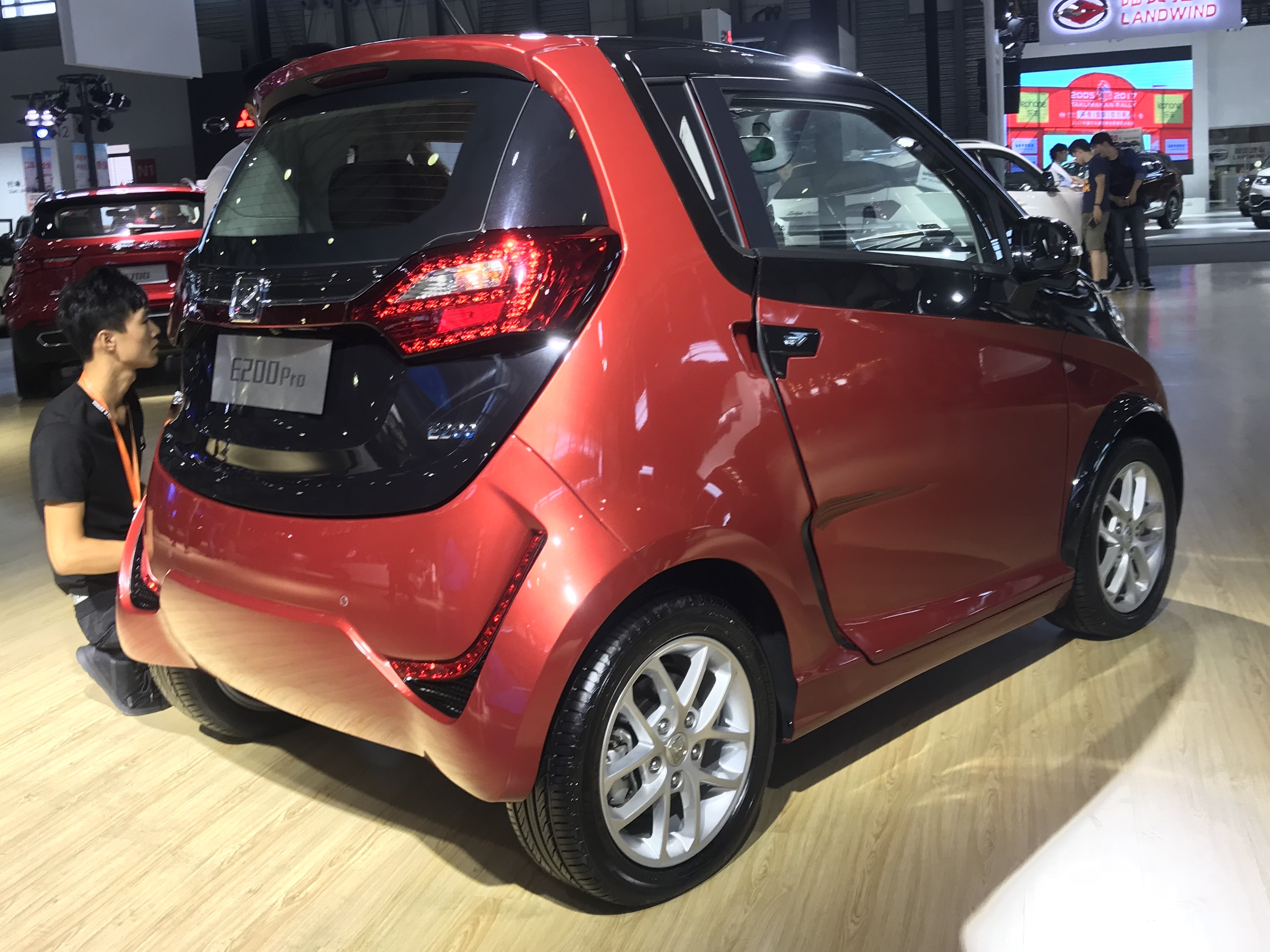
Вид сзади

Zotye E200 — электромобиль, выпускаемый китайской компанией Zotye в 2016—2021 годах.

## Описание
Автомобиль Zotye E200 был представлен на автосалоне в Шанхае в 2015 году. Цена автомобиля составила 69 900 юаней.
Модель оснащена электродвигателем постоянного тока мощностью 82 л. с. и крутящим моментом 170 Н⋅м. Максимальная скорость составляет 150 км/ч при 220 км. Напряжение аккумулятора варьируется от 24,5 до 31,9 кВт⋅ч.
Производство завершилось в 2021 году.